# (4188) Kitezh
(4188) Kitezh est un astéroïde de la ceinture principale.

## Description
(4188) Kitezh est un astéroïde de la ceinture principale. Il fut découvert le 25 avril 1979 à Naoutchnyï par Nikolaï Tchernykh. Il présente une orbite caractérisée par un demi-grand axe de 2,34 UA, une excentricité de 0,15 et une inclinaison de 6,1° par rapport à l'écliptique.

## Compléments